# The Wind (soundtrack)
The Wind is de originele soundtrack, gecomponeerd door Stanley Myers en Hans Zimmer voor de film The Wind uit 1986 van Nico Mastorakis. Het album werd uitgebracht op 3 juli 2021 door Notefornote Music.

## Tracklijst
| 1.                 | Pinocchio My Son / Loving Airship Sian's Theme                 | Stanley Myers | 4:02 |
| 2.                 | Believe in Ghost / Banging Shutter / The Wind #1 / The Wind #2 | Hans Zimmer   | 1:12 |
| 3.                 | Greek Theme                                                    | Stanley Myers | 1:21 |
| 4.                 | Stranger on the Island                                         | Hans Zimmer   | 1:26 |
| 5.                 | Phil's Entrance / Advice on the Murder / Phil Suspense         | Hans Zimmer   | 1:40 |
| 6.                 | Elias' Murder                                                  | Stanley Myers | 1:31 |
| 7.                 | Hello Scarecrow                                                | Stanley Myers | 1:46 |
| 8.                 | Threatened / Down to the Cellar                                | Stanley Myers | 0:50 |
| 9.                 | Cassette Player Source                                         | Hans Zimmer   | 3:12 |
| 10.                | Cassette Player Overlay                                        | Stanley Myers | 0:25 |
| 11.                | Sickle Theme                                                   | Hans Zimmer   | 0:33 |
| 12.                | Around the House / Blowing His Fuse / Elias' Wife              | Hans Zimmer   | 3:49 |
| 13.                | Death of Elias' Wife                                           | Stanley Myers | 0:57 |
| 14.                | Knife / Phone Call / Silent Threat / You'll Die, Anderson      | Hans Zimmer   | 3:56 |
| 15.                | Corpse in the Closet                                           | Hans Zimmer   | 2:01 |
| 16.                | Climbing the Wall                                              | Stanley Myers | 1:09 |
| 17.                | A Moment of Relief                                             | Hans Zimmer   | 0:58 |
| 18.                | Broken Statuette / Bad Lovin                                   | Hans Zimmer   | 3:05 |
| 19.                | Phil in Pursuit / The Sneer                                    | Hans Zimmer   | 2:41 |
| 20.                | Danger Avoided / Shoot Up / Phil Gets It Wrong                 | Hans Zimmer   | 3:58 |
| 21.                | The Earth Moves / Talking to Bones / Phil Gets Vertigo         | Stanley Myers | 4:18 |
| 22.                | Overlay Heart Beat (Wild)                                      | Hans Zimmer   | 1:24 |
| 23.                | End Title                                                      | Stanley Myers | 2:38 |
| Totale duur: 48:52 |                                                                |               |      |

## Credits
- Muziekredacteur: Bruce Cannon
- Muziek opgenomen in Lillie Yard Studios (Londen)
- Elektronische muziek uitgevoerd door Hans Zimmer
- Muziek gedirigeerd door Stanley Myers
- Uitvoerend producent voor Notefornote Music: Bryon Davis
- Art Design: Herman Owen
- Gemasterd voor Notefornote Music door James Nelson bij Digital Outland (Tacoma)[3]